# جيرارد أوسوريو
جيرارد أوسوريو (بالإسبانية: Gerard Osorio) (29 مارس 1993 في إسبانيا - ) هو لاعب كرة طائرة إسبانيا.